# Werner Peters (Schauspieler)
Werner Peters (* 7. Juli 1918 in Werlitzsch; † 30. März 1971 in Wiesbaden) war ein deutscher Theater- und Filmschauspieler sowie Synchronsprecher.
In seiner bekanntesten Rolle stellte er 1951 im DEFA-Filmklassiker Der Untertan – einer Verfilmung von Heinrich Manns gleichnamigem Roman – den opportunistischen Protagonisten Diederich Heßling dar.

## Leben
Werner Peters war der Sohn des Kaufmanns Roland Peters und seiner Frau Ida, geborene Höhne. Er besuchte die Oberrealschule in Leipzig und bekam nach dem Abschluss zwischen 1935 und 1937 Schauspielunterricht bei Lina Carstens am Alten Theater. Sein erstes Engagement führte ihn als jugendlichen Komiker mit achtzehn Jahren nach Stralsund. Danach arbeitete er am Alten Theater in Leipzig und bis 1939 am Preußischen Staatstheater Mainz. Aufgrund einer Theaterverpflichtung in Kassel war er bis 1941 zeitweise vom Militärdienst befreit.
Nach dem Zweiten Weltkrieg arbeitete Peters zunächst an den Bühnen der Stadt Gera, dann wurde er von Erich Engel an die Münchner Kammerspiele geholt und 1947 von Wolfgang Langhoff nach Ost-Berlin an die Kammerspiele und das Deutsche Theater verpflichtet. Seine erste Filmrolle spielte Peters dann in Zwischen gestern und morgen (1947). Zwischen 1948 und 1955 drehte Werner Peters bei der ostdeutschen DEFA, darunter seinen bekanntesten Film, die Adaption des Heinrich-Mann-Romans Der Untertan (1951) in der Regie von Wolfgang Staudte. Für die Rolle des opportunistisch nach oben katzbuckelnden und nach unten tretenden Diederich Heßling erhielt Peters den Nationalpreis der DDR. Dieser Rollentyp sollte Peters während seiner weiteren Filmkarriere stetig anhaften. Staudtes Film wurde in der bundesrepublikanischen Wirklichkeit der Adenauer-Ära erst 1957 und da auch nur in einer um 12 Minuten beschnittenen Fassung freigegeben. Bis er ungekürzt gezeigt werden konnte, mussten nochmals rund 30 Jahre vergehen. Weitere bekannte Filme aus Peters’ DEFA-Zeit sind Der Biberpelz (1949), Die Geschichte vom kleinen Muck (1953) und Ernst Thälmann – Führer seiner Klasse (1954).
Ende 1954 siedelte er in die Bundesrepublik Deutschland über, nachdem er mit dem DDR-Regime gebrochen hatte. Seit 1955 lebte Peters zunächst in Düsseldorf, dann in West-Berlin. 1955/56 agierte er am Schauspielhaus Düsseldorf und von 1956 bis 1958 am Berliner Schillertheater, doch den Schwerpunkt seiner Tätigkeit bildete weiterhin der Film. Hier spielte er zuerst in Hotel Adlon (1955) von Josef von Báky und in Der 20. Juli (1955) von Falk Harnack mit. 1958 gründete Werner Peters in Berlin das Synchronstudio Rondo-Film, mit dem er auch einige Kurzfilme für das Fernsehen produzierte. In den darauffolgenden Jahren war Peters ein viel beschäftigter Schauspieler in deutschen und internationalen Filmen, überwiegend als negativer Charakter in Nebenrollen besetzt. Zu den bekanntesten Filmen gehören Nachts, wenn der Teufel kam (1957) mit Mario Adorf, Das Herz von St. Pauli (1957) mit Hans Albers, Das Mädchen Rosemarie (1958) mit Nadja Tiller, Der Greifer (1958) mit Hansjörg Felmy. Die Filmsatire Rosen für den Staatsanwalt (1959) mit Walter Giller und Martin Held führte Peters wieder mit Regisseur Wolfgang Staudte zusammen.
Die 1960er-Jahre waren außerordentlich produktiv für Werner Peters. Er wirkte unter anderem in jeweils vier Dr.-Mabuse- und Edgar-Wallace-Filmen mit sowie in der Johannes-Mario-Simmel-Verfilmung Es muß nicht immer Kaviar sein (1961). In amerikanischen Kriegs- und Agentenfilmen war er Gegenspieler von Stars wie Henry Fonda, James Garner und Rod Taylor. Im Fernsehen war Werner Peters unter anderem Gast in den Serien Das Kriminalmuseum und Dem Täter auf der Spur. Neben der Schauspielerei schrieb er die Dialoge zu Mit Schirm, Charme und Melone.
Darüber hinaus fand Peters auch noch die Zeit, verschiedenen Darstellern internationaler Filme seine markante Stimme als Synchronsprecher zu leihen. In der 1963 hergestellten Neusynchronisation des Klassikers Der dritte Mann sprach er Orson Welles. Er lieh seine Stimme auch Rod Steiger, Walter Slezak, Mickey Shaughnessy, George C. Scott, Donald Pleasence, Van Heflin, Dan Duryea, Ernest Borgnine, Jack Carson und vielen anderen. Selbst sein deutscher Kollege Friedrich Joloff (bekannt aus der Serie Raumpatrouille) musste einmal mit seiner Stimme vorliebnehmen, in Geheimakte M (1959).

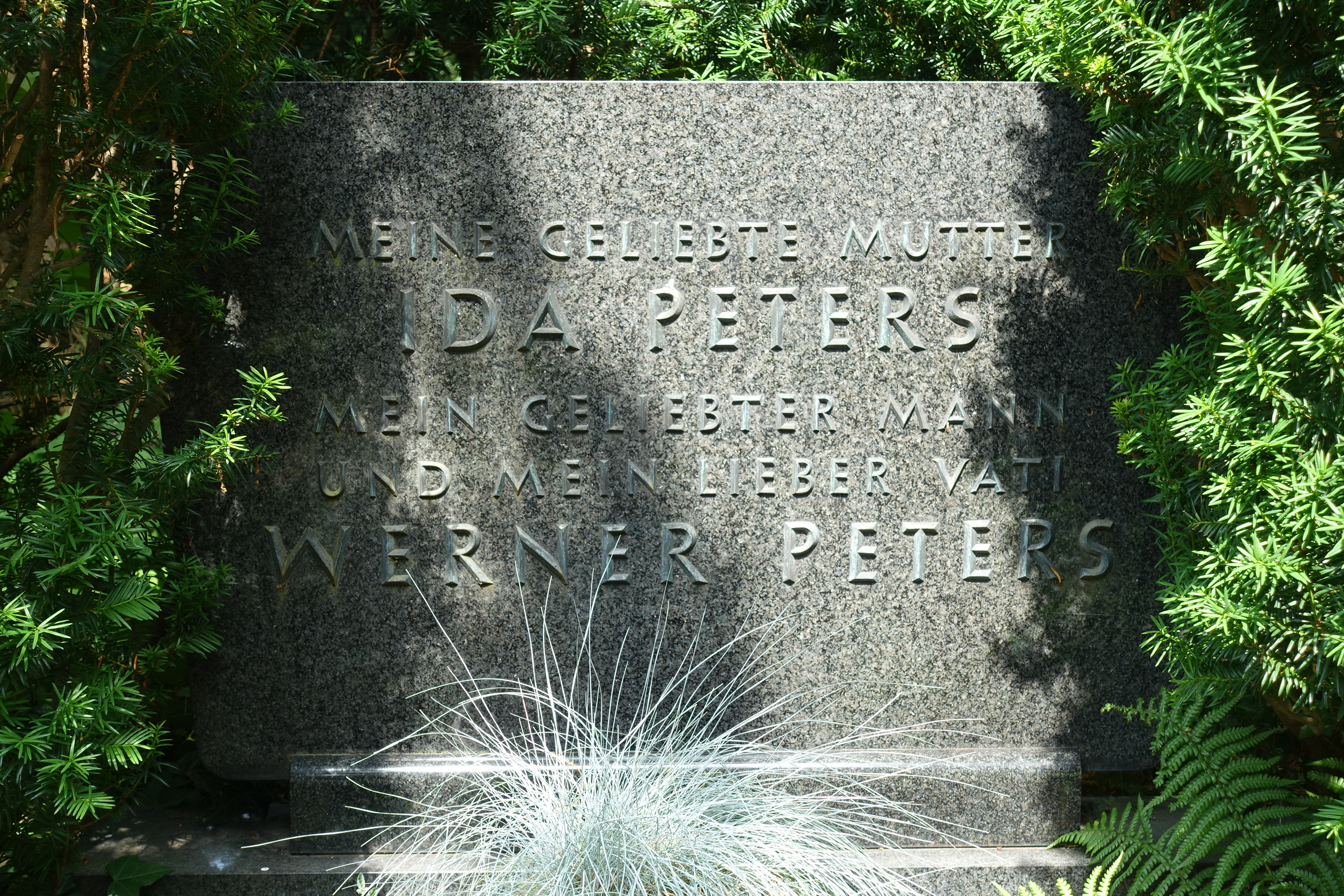
Grab von Werner Peters auf dem Friedhof Heerstraße in Berlin-Westend

Er war seit 1966 mit Ursula Burow verheiratet, mit der er einen Sohn hatte. Privat betätigte er sich als Sportschütze und erhielt 1959 das Mannschaftsabzeichen in Bronze für Schnellfeuerpistolen.
Während der Premierentour für seinen letzten Spielfilm Die Tote aus der Themse erlitt Werner Peters Ende März 1971 in Wiesbaden einen Herzinfarkt, an dem er im Alter von 52 Jahren starb. Sein Grab befindet sich auf dem landeseigenen Friedhof Heerstraße im Berliner Ortsteil Westend (Grablage: II-W13-215/216).

## Filmografie

### Kinofilme
- 1947: Zwischen gestern und morgen
- 1948: Affaire Blum
- 1949: Die Buntkarierten
- 1949: Rotation
- 1949: Der Biberpelz
- 1950: Der Kahn der fröhlichen Leute
- 1951: Modell Bianka
- 1951: Der Untertan
- 1952: Karriere in Paris
- 1953: Anna Susanna
- 1953: Die Unbesiegbaren
- 1953: Die Geschichte vom kleinen Muck
- 1954: Ernst Thälmann – Sohn seiner Klasse
- 1955: Der Teufel vom Mühlenberg
- 1955: Sommerliebe
- 1955: Der 20. Juli
- 1955: Ein Polterabend
- 1955: Hotel Adlon
- 1955: Star mit fremden Federn
- 1955: Vor Gott und den Menschen
- 1955: Ernst Thälmann – Führer seiner Klasse
- 1956: Das Sonntagskind
- 1956: Die Stimme der Sehnsucht
- 1956: Anastasia – Die letzte Zarentochter
- 1956: Spion für Deutschland
- 1957: Nachts, wenn der Teufel kam
- 1957: Das Herz von St. Pauli
- 1958: Madeleine und der Legionär
- 1958: Lilli – ein Mädchen aus der Großstadt
- 1958: Der Greifer
- 1958: Das Mädchen Rosemarie
- 1958: Schmutziger Engel
- 1958: Grabenplatz 17
- 1958: Liebe kann wie Gift sein
- 1958: Blitzmädels an die Front
- 1958: Unruhige Nacht
- 1958: 13 kleine Esel und der Sonnenhof
- 1958: Meine 99 Bräute
- 1958: Romarei, das Mädchen mit den grünen Augen
- 1959: Die feuerrote Baronesse
- 1959: Kriegsgericht
- 1959: Bobby Dodd greift ein
- 1959: Jons und Erdme
- 1959: Rosen für den Staatsanwalt
- 1959: Geheimaktion Schwarze Kapelle
- 1959: Der Schatz vom Toplitzsee
- 1960: Endstation Rote Laterne
- 1960: Ein Herz braucht Liebe
- 1960: Strafbataillon 999
- 1960: Die 1000 Augen des Dr. Mabuse
- 1960: Hauptmann, deine Sterne
- 1960: Der Hauptmann von Köpenick
- 1961: … denn das Weib ist schwach
- 1961: Unter Ausschluß der Öffentlichkeit
- 1961: Im Stahlnetz des Dr. Mabuse
- 1961: Es muß nicht immer Kaviar sein
- 1961: Diesmal muß es Kaviar sein
- 1961: Auf Wiedersehen
- 1962: Die unsichtbaren Krallen des Dr. Mabuse
- 1962: Verrat auf Befehl
- 1962: Die Tür mit den sieben Schlössern
- 1962: Der Teppich des Grauens
- 1962: Nur tote Zeugen schweigen
- 1963: Der Fluch der gelben Schlange
- 1963: Das Feuerschiff
- 1963: Die weiße Spinne
- 1963: Die endlose Nacht
- 1963: Der schwarze Abt
- 1963: Scotland Yard jagt Dr. Mabuse
- 1963: Das Geheimnis der schwarzen Witwe
- 1964: Das Phantom von Soho
- 1964: Die Gruft mit dem Rätselschloß
- 1964: Einer frißt den anderen
- 1964: Zwischenlandung Düsseldorf
- 1964: Das 7. Opfer
- 1965: 36 Stunden
- 1965: Die schwarzen Adler von Santa Fe
- 1965: Durchs wilde Kurdistan
- 1965: Die letzte Schlacht
- 1966: Zeugin aus der Hölle
- 1966: Simson ist nicht zu schlagen (A Fine Madness)
- 1966: I Deal in Danger
- 1966: Die Hölle von Macao
- 1966: Lotosblüten für Miss Quon
- 1967: Geheimnisse in goldenen Nylons (Deux billets pour Mexico)
- 1967: Geheimauftrag K (Assignment K)
- 1967: Der Etappenheld
- 1968: Zucker für den Mörder
- 1969: Blonde Köder für den Mörder
- 1970: Das Geheimnis der schwarzen Handschuhe (L’uccello dalle piume di cristallo)
- 1970: Unter den Dächern von St. Pauli
- 1970: Perrak
- 1971: Die Tote aus der Themse

### Fernsehen
- 1953: Wehe, wenn sie losgelassen
- 1958: Besuch aus der Zone
- 1958: Der Tod auf dem Rummelplatz
- 1960: Der Hauptmann von Köpenick
- 1962: Jeder stirbt für sich allein
- 1964: Hafenpolizei: Reisebegleiterin gesucht
- 1965: Klaus Fuchs – Geschichte eines Atomverrats
- 1965: Das Kriminalmuseum: Der Ring
- 1966: Blue Light (Kinofassung: I Deal in Danger)
- 1968: Istanbul Expreß (Istanbul Express)
- 1969: Fragestunde
- 1969: Dem Täter auf der Spur: Das Fenster zum Garten
- 1969: Zehn kleine Negerlein
- 1969: Spion unter der Haube
- 1970: Dem Täter auf der Spur: Frau gesucht
- 1970: Novellen aus dem wilden Westen: Der Prozeß
- 1970: Pater Brown: Das Attentat
- 1971: Graf Luckner

## Synchronrollen (Auswahl)

### Filme
- 1956: Ernest Borgnine in Mädchen ohne Mitgift als Tom Hurley
- 1957: E. G. Marshall in Die große Schuld als Sam Dunstock
- 1957: Gordon Scott in Tarzan und die verschollene Safari als Tarzan
- 1958: Torin Thatcher in Zeugin der Anklage als Staatsanwalt Mr. Myers
- 1958: Theodore Bikel in Flucht in Ketten als Sheriff Max Muller
- 1958: Bernard Blier in Die Elenden als Javert
- 1958: Jack Carson in Duell in den Wolken als Jiggs
- 1959: Alan Marshal in Tag der Gesetzlosen als Hal Crane
- 1968: Victor Maddern in Tschitti Tschitti Bäng Bäng als Erfinder

### Serien
- 1958: Russ Conway in Fury als Red Cummings
- 1967: Ronald Fraser in Mit Schirm, Charme und Melone als Sir Horace Winslip
- 1967: George Pastell in Mit Schirm, Charme und Melone als Arkadi
- 1967: Nigel Stock in Mit Schirm, Charme und Melone als Richard Carlyon
- 1971: Grant Taylor in UFO als General James Henderson (1. Stimme)

## Theater
- 1948: Alexander Ostrowski: Wölfe und Schafe – Regie: Ernst Legal (Deutsches Theater Berlin)
- 1948: William Shakespeare: Maß für Maß – Regie: Wolfgang Langhoff (Deutsches Theater Berlin – Kammerspiele)
- 1949: Molière: Der Geizige – Regie: Willi Schmidt (Deutsches Theater Berlin)
- 1950: Nikolai Gogol: Der Revisor (Postmeister) – Regie: Wolfgang Langhoff (Deutsches Theater Berlin)
- 1950: Richard Brinsley Sheridan: Die Lästerschule – Regie: Aribert Wäscher (Deutsches Theater Berlin – Kammerspiele)

## Hörspiele
- 1950: Hermann Turowski: Die Präsidentenmacher – Regie: Carl Lange (Berliner Rundfunk)
- 1952: Nikolai Gogol: Die Heirat – Regie: Gottfried Herrmann (Berliner Rundfunk)
- 1954: Alf Scorell/Kurt Zimmermann: Der Wundermann – Regie: Hans Busse (Rundfunk der DDR)

## Auszeichnungen
- 1951: Nationalpreis der DDR III. Klasse für seine Rolle in Der Untertan
- 1958: Filmband in Gold (Männliche Nebenrolle) für Nachts, wenn der Teufel kam